# Matthias Reim/Diskografie
Diese Diskografie ist eine Übersicht über die musikalischen Werke des deutschen Schlagersängers, Komponisten, Liedtexters und Musikproduzenten Matthias Reim und seiner Pseudonyme wie Reim sowie seiner Band-Projekte Fallen Dice, Fair Fax und Framed. Den Quellenangaben und Schallplattenauszeichnungen zufolge hat er bisher mehr als 6,8 Millionen Tonträger verkauft, davon allein in seiner Heimat über 4,6 Millionen. Seine erfolgreichste Veröffentlichung ist die Single Verdammt, ich lieb’ Dich mit über 2,5 Millionen verkauften Einheiten. Den Schallplattenauszeichnungen zufolge ist das zweite Studioalbum Reim, mit 1,7 Millionen verkauften Einheiten, Reims absatzstärkster Tonträger in Deutschland. Es zählt zu den meistverkauften Alben des Landes. Die Single Verdammt, ich lieb’ Dich verkaufte sich Schallplattenauszeichnungen zufolge über 500.000 Mal, womit sie zu den meistverkauften deutschsprachigen Schlagern in Deutschland zählt.

## Alben

### Studioalben
| Jahr | Titel Musiklabel                                       | Höchstplatzierung, Gesamtwochen, AuszeichnungChartplatzierungen (Jahr, Titel, Musiklabel, Platzierungen, Wochen, Auszeichnungen, Anmerkungen) | Höchstplatzierung, Gesamtwochen, AuszeichnungChartplatzierungen (Jahr, Titel, Musiklabel, Platzierungen, Wochen, Auszeichnungen, Anmerkungen) | Höchstplatzierung, Gesamtwochen, AuszeichnungChartplatzierungen (Jahr, Titel, Musiklabel, Platzierungen, Wochen, Auszeichnungen, Anmerkungen) | Anmerkungen                                                  |
| Jahr | Titel Musiklabel                                       | DE | AT | CH | Anmerkungen                                                  |
| ---- | ------------------------------------------------------ | --- | --- | --- | ------------------------------------------------------------ |
| 1990 | Reim Polydor (UMG)                                     | DE1 ×3Dreifachplatin · (53 Wo.)DE | AT2 Platin · (29 Wo.)AT | CH1 ×3Dreifachplatin · (32 Wo.)CH | Erstveröffentlichung: 15. Juni 1990 Verkäufe: + 1.700.000    |
| 1991 | Reim 2 Polydor (UMG)                                   | DE5 Platin · (31 Wo.)DE | AT6 Gold · (10 Wo.)AT | CH8 Platin · (12 Wo.)CH | Erstveröffentlichung: 23. September 1991 Verkäufe: + 575.000 |
| 1993 | Sabotage Polydor (UMG)                                 | DE11 (16 Wo.)DE | — | CH15 (6 Wo.)CH | Erstveröffentlichung: 10. Mai 1993                           |
| 1994 | Zauberland englische Version: Wonderland Polydor (UMG) | DE26 (10 Wo.)DE | — | CH47 (3 Wo.)CH | Erstveröffentlichung: 19. September 1994                     |
| 1995 | Alles klar Polydor (UMG)                               | — | — | — | Erstveröffentlichung: 29. September 1995                     |
| 1997 | Reim 3 Polydor (UMG)                                   | DE40 (6 Wo.)DE | — | — | Erstveröffentlichung: 17. März 1997                          |
| 1998 | Sensationell Polydor (UMG)                             | DE51 (3 Wo.)DE | — | — | Erstveröffentlichung: 20. April 1998                         |
| 2000 | Wolkenreiter Electrola (EMI)                           | DE33 (11 Wo.)DE | — | — | Erstveröffentlichung: 26. Mai 2000                           |
| 2002 | Morgenrot Electrola (EMI)                              | DE16 (11 Wo.)DE | AT52 (4 Wo.)AT | CH74 (3 Wo.)CH | Erstveröffentlichung: 22. Februar 2002                       |
| 2003 | Reim (2003) Electrola (EMI)                            | DE4 Gold · (10 Wo.)DE | AT19 (5 Wo.)AT | CH44 (4 Wo.)CH | Erstveröffentlichung: 15. August 2003 Verkäufe: + 100.000    |
| 2005 | Unverwundbar Electrola (EMI)                           | DE7 Gold · (11 Wo.)DE | AT32 (4 Wo.)AT | — | Erstveröffentlichung: 16. September 2005 Verkäufe: + 100.000 |
| 2007 | Männer sind Krieger Electrola (EMI)                    | DE10 (9 Wo.)DE | AT38 (2 Wo.)AT | — | Erstveröffentlichung: 11. Mai 2007                           |
| 2010 | Sieben Leben Electrola (EMI)                           | DE5 Gold · (34 Wo.)DE | AT17 (7 Wo.)AT | CH56 (2 Wo.)CH | Erstveröffentlichung: 29. Oktober 2010 Verkäufe: + 100.000   |
| 2013 | Unendlich Electrola (EMI)                              | DE1 Platin · (30 Wo.)DE | AT9 (8 Wo.)AT | CH28 (5 Wo.)CH | Erstveröffentlichung: 25. Januar 2013 Verkäufe: + 200.000    |
| 2014 | Die Leichtigkeit des Seins Electrola (UMG)             | DE2 Gold · (18 Wo.)DE | AT11 (7 Wo.)AT | CH34 (2 Wo.)CH | Erstveröffentlichung: 2. Mai 2014 Verkäufe: + 100.000        |
| 2016 | Phoenix RCA Records (Sony)                             | DE2 Gold · (17 Wo.)DE | AT10 (3 Wo.)AT | CH16 (3 Wo.)CH | Erstveröffentlichung: 15. April 2016 Verkäufe: + 100.000     |
| 2018 | Meteor RCA Records (Sony)                              | DE3 (20 Wo.)DE | AT12 (4 Wo.)AT | CH19 (3 Wo.)CH | Erstveröffentlichung: 23. März 2018                          |
| 2019 | MR20 RCA Records (Sony)                                | DE3 Platin · (51 Wo.)DE | AT15 (9 Wo.)AT | CH22 (11 Wo.)CH | Erstveröffentlichung: 25. Oktober 2019 Verkäufe: + 200.000   |
| 2022 | Matthias RCA Records (Sony)                            | DE2 (43 Wo.)DE | AT5 (8 Wo.)AT | CH6 (12 Wo.)CH | Erstveröffentlichung: 14. Januar 2022                        |
| 2024 | Zeppelin Hansa Records (Sony)                          | DE4 (6 Wo.)DE | AT5 (3 Wo.)AT | CH11 (2 Wo.)CH | Erstveröffentlichung: 26. April 2024                         |

### Gemeinschaftsalben
| Jahr | Titel Musiklabel       | Anmerkungen                                                                    |
| ---- | ---------------------- | ------------------------------------------------------------------------------ |
| 1981 | Pasch 1 Bunker Records | Erstveröffentlichung: 1981 mit Pete Goldenberg & Norbert Preis als Fallen Dice |

### Livealben
| Jahr | Titel Musiklabel                                           | Höchstplatzierung, Gesamtwochen, AuszeichnungChartplatzierungen (Jahr, Titel, Musiklabel, Platzierungen, Wochen, Auszeichnungen, Anmerkungen) | Höchstplatzierung, Gesamtwochen, AuszeichnungChartplatzierungen (Jahr, Titel, Musiklabel, Platzierungen, Wochen, Auszeichnungen, Anmerkungen) | Höchstplatzierung, Gesamtwochen, AuszeichnungChartplatzierungen (Jahr, Titel, Musiklabel, Platzierungen, Wochen, Auszeichnungen, Anmerkungen) | Anmerkungen                                                                     |
| Jahr | Titel Musiklabel                                           | DE | AT | CH | Anmerkungen                                                                     |
| ---- | ---------------------------------------------------------- | --- | --- | --- | ------------------------------------------------------------------------------- |
| 2011 | Sieben Leben – Live 2011 Electrola (EMI)                   | DE*DE | AT70 (1 Wo.)AT | — | Erstveröffentlichung: 10. Juni 2011 * Verkäufe werden Sieben Leben hinzuaddiert |
| 2013 | Unendlich – Live Electrola (UMG)                           | DE*DE | — | — | Erstveröffentlichung: 12. Juli 2013 * Verkäufe werden Unendlich hinzuaddiert    |
| 2023 | Die Höhepunkte der Arena-Konzerte-Live! RCA Records (Sony) | DE8 (3 Wo.)DE | — | — | Erstveröffentlichung: 14. Juli 2023                                             |

### Kompilationen
| Jahr | Titel Musiklabel                                      | Höchstplatzierung, Gesamtwochen, AuszeichnungChartplatzierungen (Jahr, Titel, Musiklabel, Platzierungen, Wochen, Auszeichnungen, Anmerkungen) | Höchstplatzierung, Gesamtwochen, AuszeichnungChartplatzierungen (Jahr, Titel, Musiklabel, Platzierungen, Wochen, Auszeichnungen, Anmerkungen) | Höchstplatzierung, Gesamtwochen, AuszeichnungChartplatzierungen (Jahr, Titel, Musiklabel, Platzierungen, Wochen, Auszeichnungen, Anmerkungen) | Anmerkungen                                                      |
| Jahr | Titel Musiklabel                                      | DE | AT | CH | Anmerkungen                                                      |
| ---- | ----------------------------------------------------- | --- | --- | --- | ---------------------------------------------------------------- |
| 2000 | 10 Jahre intensiv Polydor (UMG)                       | — | — | — | Erstveröffentlichung: 29. Mai 2000                               |
| 2004 | Dejá vu – Das Beste von Matthias Reim Electrola (EMI) | DE16 Gold · (7 Wo.)DE | AT26 (5 Wo.)AT | CH97 (1 Wo.)CH | Erstveröffentlichung: 23. September 2004 Verkäufe: + 100.000     |
| 2014 | Das ultimative Best of Reim Album Electrola (UMG)     | DE27 (2 Wo.)DE | AT38 (5 Wo.)AT | — | Erstveröffentlichung: 7. November 2014                           |
| 2017 | Rock Legenden Vol. 2 Rhingtön Records (UMG)           | DE23 (3 Wo.)DE | — | — | Erstveröffentlichung: 6. Oktober 2017 mit Karat, City & Maschine |
| 2020 | 30 Jahre Electrola (UMG)                              | DE10 (13 Wo.)DE | — | — | Erstveröffentlichung: 29. Mai 2020                               |

### Remixalben
| Jahr | Titel Musiklabel                                         | Höchstplatzierung, Gesamtwochen, AuszeichnungChartplatzierungen (Jahr, Titel, Musiklabel, Platzierungen, Wochen, Auszeichnungen, Anmerkungen) | Höchstplatzierung, Gesamtwochen, AuszeichnungChartplatzierungen (Jahr, Titel, Musiklabel, Platzierungen, Wochen, Auszeichnungen, Anmerkungen) | Höchstplatzierung, Gesamtwochen, AuszeichnungChartplatzierungen (Jahr, Titel, Musiklabel, Platzierungen, Wochen, Auszeichnungen, Anmerkungen) | Anmerkungen                           |
| Jahr | Titel Musiklabel                                         | DE | AT | CH | Anmerkungen                           |
| ---- | -------------------------------------------------------- | --- | --- | --- | ------------------------------------- |
| 2006 | Die Fan Edition (Mallorca Midnight Show) Electrola (EMI) | DE77 (1 Wo.)DE | — | — | Erstveröffentlichung: 25. August 2006 |

### Weihnachtsalben
| Jahr | Titel Musiklabel                          | Höchstplatzierung, Gesamtwochen, AuszeichnungChartplatzierungen (Jahr, Titel, Musiklabel, Platzierungen, Wochen, Auszeichnungen, Anmerkungen) | Höchstplatzierung, Gesamtwochen, AuszeichnungChartplatzierungen (Jahr, Titel, Musiklabel, Platzierungen, Wochen, Auszeichnungen, Anmerkungen) | Höchstplatzierung, Gesamtwochen, AuszeichnungChartplatzierungen (Jahr, Titel, Musiklabel, Platzierungen, Wochen, Auszeichnungen, Anmerkungen) | Anmerkungen                             |
| Jahr | Titel Musiklabel                          | DE | AT | CH | Anmerkungen                             |
| ---- | ----------------------------------------- | --- | --- | --- | --------------------------------------- |
| 2011 | Die große Weihnachtsparty Electrola (EMI) | DE49 (2 Wo.)DE | — | — | Erstveröffentlichung: 25. November 2011 |

## Singles

### Als Leadmusiker

Label zu Verdammt, ich lieb’ Dich.

| Jahr | Titel Album                                                                         | Höchstplatzierung, Gesamtwochen, AuszeichnungChartplatzierungen (Jahr, Titel, Album, Platzierungen, Wochen, Auszeichnungen, Anmerkungen) | Höchstplatzierung, Gesamtwochen, AuszeichnungChartplatzierungen (Jahr, Titel, Album, Platzierungen, Wochen, Auszeichnungen, Anmerkungen) | Höchstplatzierung, Gesamtwochen, AuszeichnungChartplatzierungen (Jahr, Titel, Album, Platzierungen, Wochen, Auszeichnungen, Anmerkungen) | Anmerkungen                                                              |
| Jahr | Titel Album                                                                         | DE | AT | CH | Anmerkungen                                                              |
| --- | ----------------------------------------------------------------------------------- | --- | --- | --- | ------------------------------------------------------------------------ |
| 1984 | Von fernen Sternen –                                                                | — | — | — | Erstveröffentlichung: März 1984                                          |
| 1986 | Satellite Dream –                                                                   | — | — | — | Erstveröffentlichung: 1986 mit dem Projekt Fair Fax                      |
| 1986 | Young Girls –                                                                       | — | — | — | Erstveröffentlichung: 1986 mit dem Projekt Fair Fax                      |
| 1990 | Verdammt, ich lieb’ Dich / I Think I Love You (Englische Version) Reim              | DE1 Platin · (39 Wo.)DE | AT1 Platin · (23 Wo.)AT | CH1 (24 Wo.)CH | Erstveröffentlichung: März 1990 Verkäufe: + 2.500.000                    |
| 1990 | Ich hab’ geträumt von Dir Reim                                                      | DE2 Gold · (28 Wo.)DE | AT2 (13 Wo.)AT | CH8 (9 Wo.)CH | Erstveröffentlichung: 13. August 1990 Verkäufe: + 250.000                |
| 1990 | Ganz egal Reim                                                                      | DE34 (14 Wo.)DE | — | — | Erstveröffentlichung: Dezember 1990                                      |
| 1991 | Ich hab’ mich so auf Dich gefreut Reim 2                                            | DE4 (20 Wo.)DE | AT6 (12 Wo.)AT | CH22 (2 Wo.)CH | Erstveröffentlichung: August 1991                                        |
| 1992 | Warum Reim 2                                                                        | DE70 (6 Wo.)DE | — | — | Erstveröffentlichung: Januar 1992                                        |
| 1993 | Küssen oder so Sabotage                                                             | DE27 (13 Wo.)DE | — | CH26 (4 Wo.)CH | Erstveröffentlichung: März 1993                                          |
| 1993 | Geh’ doch zum Teufel Sabotage                                                       | — | — | — | Erstveröffentlichung: 16. Juli 1993                                      |
| 1993 | Das kannst Du doch nicht machen Sabotage                                            | — | — | — | Erstveröffentlichung: 17. September 1993                                 |
| 1994 | Im Himmel geht es weiter Zauberland                                                 | DE88 (4 Wo.)DE | — | — | Erstveröffentlichung: Juli 1994                                          |
| 1994 | Ruf doch mal an Zauberland                                                          | — | — | — | Erstveröffentlichung: Oktober 1994                                       |
| 1995 | Du bist gefährlich Zauberland                                                       | — | — | — | Erstveröffentlichung: Februar 1995                                       |
| 1995 | Alles klar                                                                          | — | — | — | Erstveröffentlichung: Juni 1995                                          |
| 1995 | Gib’ Dein Herz um keine Krone Alles klar                                            | — | — | — | Erstveröffentlichung: September 1995                                     |
| 1995 | Wenn die Liebe geht Alles klar                                                      | — | — | — | Erstveröffentlichung: Dezember 1995                                      |
| 1997 | Hallo, ich möcht’ gern wissen wie’s dir geht Reim 3                                 | DE82 (3 Wo.)DE | — | — | Erstveröffentlichung: 17. Februar 1997                                   |
| 1997 | Wenn Du gehen willst, mußt Du gehen Reim 3                                          | — | — | — | Erstveröffentlichung: 26. Mai 1997                                       |
| 1997 | Hertha, Hertha unsere Hertha –                                                      | — | — | — | Erstveröffentlichung: 31. Juli 1997                                      |
| 1997 | Du machst mich verrückt Reim 3                                                      | — | — | — | Erstveröffentlichung: 29. September 1997                                 |
| 1998 | Lass uns 1× oder 2× Sensationell                                                    | — | — | — | Erstveröffentlichung: 20. April 1998                                     |
| 1998 | Sag’ mir, dass es wahr ist (Say That It Is True) / Ich kann nicht mehr Sensationell | — | — | — | Erstveröffentlichung: 14. September 1998 feat. Annie Moore               |
| 1998 | Home 10 Jahre intensiv                                                              | — | — | — | Erstveröffentlichung: 9. November 1998 feat. Annie Moore                 |
| 1999 | Verdammt, ich lieb’ Dich … immer noch 10 Jahre intensiv                             | — | — | — | Erstveröffentlichung: 26. April 1999                                     |
| 2000 | Sowieso für Dich das letzte Wolkenreiter                                            | — | — | — | Erstveröffentlichung: Mai 2000                                           |
| 2000 | Lebenslänglich Wolkenreiter                                                         | — | — | — | Erstveröffentlichung: Juli 2000                                          |
| 2000 | Tief in mir Wolkenreiter                                                            | — | — | — | Erstveröffentlichung: Oktober 2000                                       |
| 2001 | Ich vermiss’ Dich Wolkenreiter                                                      | — | — | — | Erstveröffentlichung: 12. Februar 2001                                   |
| 2001 | So oder so Wolkenreiter                                                             | — | — | — | Erstveröffentlichung: Mai 2001                                           |
| 2002 | Hallelujah Morgenrot                                                                | DE62 (9 Wo.)DE | — | — | Erstveröffentlichung: 14. Januar 2002                                    |
| 2002 | Idiot Reim (2003)                                                                   | DE34 Platin · (16 Wo.)DE | AT57 (4 Wo.)AT | — | Erstveröffentlichung: 2. Dezember 2002 Verkäufe: + 600.000; mit Michelle |
| 2003 | Ich lieb’ dich Reim (2003)                                                          | DE63 (7 Wo.)DE | — | — | Erstveröffentlichung: 4. August 2003                                     |
| 2003 | Und tschüss Morgenrot                                                               | — | — | — | Erstveröffentlichung: 9. Mai 2003                                        |
| 2003 | Herzensmasochist Reim (2003)                                                        | — | — | — | Erstveröffentlichung: Oktober 2003                                       |
| 2003 | Träumer Reim (2003)                                                                 | DE92 (2 Wo.)DE | — | — | Erstveröffentlichung: 1. Dezember 2003                                   |
| 2004 | Halt durch Reim (2003)                                                              | DE88 (1 Wo.)DE | — | — | Erstveröffentlichung: 16. April 2004                                     |
| 2004 | Vergiss es (Forget It) Dejá vu – Das Beste von Matthias Reim                        | DE64 (8 Wo.)DE | — | — | Erstveröffentlichung: 13. September 2004 feat. Bonnie Tyler              |
| 2004 | Jedes Bild von dir Dejá vu – Das Beste von Matthias Reim                            | DE89 (1 Wo.)DE | — | — | Erstveröffentlichung: 6. Dezember 2004                                   |
| 2005 | Ich bin nicht verliebt (Unverwundbar) Unverwundbar                                  | DE61 (9 Wo.)DE | — | — | Erstveröffentlichung: 29. August 2005                                    |
| 2005 | Der gnadenlose Partymix –                                                           | — | — | — | Erstveröffentlichung: 19. September 2005                                 |
| 2007 | Verdammt, ich hab’ nix Die verdammte Reim Box                                       | DE66 (6 Wo.)DE | — | — | Erstveröffentlichung: 10. September 2007                                 |
| 2007 | Unberechenbar Männer sind Krieger                                                   | DE91 (1 Wo.)DE | — | — | Erstveröffentlichung: 23. November 2007                                  |
| 2010 | Du bist mein Glück Sieben Leben                                                     | DE41 Gold · (5 Wo.)DE | AT69 (1 Wo.)AT | — | Erstveröffentlichung: 22. Oktober 2010 Verkäufe: + 150.000               |
| 2011 | Deine Liebe Sieben Leben                                                            | — | — | — | Erstveröffentlichung: 25. Februar 2011                                   |
| 2011 | Letzte Weihnacht Die große Weihnachtsparty                                          | DE99 (1 Wo.)DE | — | — | Erstveröffentlichung: 18. November 2011 Original: Wham! – Last Christmas |
| 2012 | Wo bleibt der Schnee Die große Weihnachtsparty                                      | — | — | — | Erstveröffentlichung: 6. Januar 2012                                     |
| 2013 | Einsamer Stern Unendlich                                                            | DE49 (4 Wo.)DE | — | — | Erstveröffentlichung: 25. Januar 2013                                    |
| 2014 | Die Leichtigkeit des Seins                                                          | — | — | — | Erstveröffentlichung: März 2014                                          |
| 2014 | 1000 Mal Die Leichtigkeit des Seins                                                 | — | — | — | Erstveröffentlichung: 2. Mai 2014                                        |
| 2015 | Mein Leben ist Rock‘n’Roll Phoenix                                                  | — | — | — | Erstveröffentlichung: 3. April 2015                                      |
| 2016 | Alles was ich will Phoenix                                                          | — | — | — | Erstveröffentlichung: 29. April 2016                                     |
| 2018 | Nicht verdient Meteor (Bonus-Hits Version) • Tabu                                   | DE94 Gold · (1 Wo.)DE | — | CH77 (2 Wo.)CH | Erstveröffentlichung: 19. Oktober 2018 Verkäufe: + 200.000; mit Michelle |
| 2019 | Eiskalt MR20                                                                        | — | — | — | Erstveröffentlichung: 23. August 2019                                    |
| 2020 | Deep Purple und Led Zeppelin MR20                                                   | — | — | — | Erstveröffentlichung: 17. Januar 2020                                    |
| 2021 | Acht Milliarden Träumer Matthias                                                    | — | — | — | Erstveröffentlichung: 19. Februar 2021                                   |
| 2021 | 4 Uhr 30 Matthias                                                                   | — | — | — | Erstveröffentlichung: 3. September 2021                                  |
| 2021 | Kindertraum Matthias                                                                | — | — | — | Erstveröffentlichung: 26. November 2021                                  |
| 2023 | Pech & Schwefel Zeppelin • Dorfdisko zwei                                           | DE62 (1 Wo.)DE | — | — | Erstveröffentlichung: 23. Februar 2023 mit Finch                         |
| 2024 | Echte Helden Zeppelin                                                               | — | — | — | Erstveröffentlichung: 10. Januar 2024                                    |
| 2024 | Zeppelin                                                                            | — | — | — | Erstveröffentlichung: 23. Februar 2024                                   |
| 2024 | Dieses Herz Zeppelin                                                                | — | — | — | Erstveröffentlichung: 15. März 2024                                      |
| 2024 | Das Gute von morgen Zeppelin                                                        | — | — | — | Erstveröffentlichung: 28. März 2024                                      |
| Folgende Lieder erschienen nicht als Single, wurden aber durch das Album zum Download und Streaming bereitgestellt und konnten somit eine Platzierung erlangen: |                                                                                     | | | |                                                                          |
| |                                                                                     | | | |                                                                          |
| 2022 | Blaulicht Matthias                                                                  | DE— aDE | — | — | Videoauskopplung: 14. Januar 2022 Charteinstieg: 21. Januar 2022         |

### Als Gastmusiker
| Jahr | Titel Album                                                | Höchstplatzierung, Gesamtwochen, AuszeichnungChartplatzierungen (Jahr, Titel, Album, Platzierungen, Wochen, Auszeichnungen, Anmerkungen) | Höchstplatzierung, Gesamtwochen, AuszeichnungChartplatzierungen (Jahr, Titel, Album, Platzierungen, Wochen, Auszeichnungen, Anmerkungen) | Höchstplatzierung, Gesamtwochen, AuszeichnungChartplatzierungen (Jahr, Titel, Album, Platzierungen, Wochen, Auszeichnungen, Anmerkungen) | Anmerkungen                                                              |
| Jahr | Titel Album                                                | DE | AT | CH | Anmerkungen                                                              |
| ---- | ---------------------------------------------------------- | --- | --- | --- | ------------------------------------------------------------------------ |
| 2006 | Te quiero a veces Die Fan Edition (Mallorca Midnight Show) | DE75 (9 Wo.)DE | — | — | Erstveröffentlichung: 28. Juli 2006 Azuquita feat. Reim                  |
| 2007 | Verdammt, ich lieb’ Dich Kein Scheiss!                     | DE35 (9 Wo.)DE | — | — | Erstveröffentlichung: 27. Juli 2007 Sha & Reim                           |
| 2022 | Damnit I love You –                                        | — | — | — | Erstveröffentlichung: 15. Juli 2022 David Hasselhoff feat. Matthias Reim |

## Videoalben und Musikvideos

### Videoalben
| Jahr | Titel Musiklabel                                | Anmerkungen                                                                      |
| ---- | ----------------------------------------------- | -------------------------------------------------------------------------------- |
| 2002 | Morgenrot – Die DVD Electrola (EMI)             | Erstveröffentlichung: 30. August 2002 Verkäufe werden Morgenrot hinzuaddiert     |
| 2004 | Halt durch Electrola (EMI)                      | Erstveröffentlichung: 9. Februar 2004                                            |
| 2005 | Unverwundbar – Live in Chemnitz Electrola (EMI) | Erstveröffentlichung: 4. November 2005 Verkäufe werden Unverwundbar hinzuaddiert |
| 2011 | Sieben Leben – Live 2011 Electrola (EMI)        | Erstveröffentlichung: 10. Juni 2011 Verkäufe werden Sieben Leben hinzuaddiert    |
| 2013 | Unendlich – Live Electrola (UMG)                | Erstveröffentlichung: 12. Juli 2013 Verkäufe werden Unendlich hinzuaddiert       |

### Musikvideos
| Jahr | Titel                                 | Regisseur(e)                |
| ---- | ------------------------------------- | --------------------------- |
| 2002 | Hallelujah                            |                             |
| 2004 | Halt durch                            | Uwe Irnsinger               |
| 2005 | Ich bin nicht verliebt (Unverwundbar) |                             |
| 2007 | Verdammt, ich hab’ nix                |                             |
| 2011 | Deine Liebe                           |                             |
| 2011 | Letzte Weihnacht                      |                             |
| 2014 | Die Leichtigkeit des Seins            |                             |
| 2015 | Mein Leben ist Rock‘n’Roll            |                             |
| 2016 | Alles was ich will                    |                             |
| 2016 | Das Lied                              |                             |
| 2018 | Nicht verdient                        | Daniel Sluga, Daniel Zlotin |
| 2018 | Meteor                                |                             |
| 2018 | Verdammt nochmal gelebt               |                             |
| 2019 | Tattoo                                |                             |
| 2020 | Deep Purple und Led Zeppelin          |                             |
| 2020 | Nächsten Sommer                       | Oliver Sommer               |
| 2021 | 4 Uhr 30                              |                             |
| 2022 | Blaulicht                             |                             |
| 2022 | Bon Voyage                            |                             |
| 2022 | Reise um die Welt II                  |                             |
| 2023 | Pech & Schwefel                       | Einfach Ole                 |
| 2024 | Echte Helden                          |                             |
| 2024 | Zeppelin                              |                             |
| 2024 | Dieses Herz                           |                             |
| 2024 | Das Gute von morgen                   |                             |
| 2024 | Der doch nicht                        |                             |

## Autorenbeteiligungen und Produktionen
Matthias Reim als Autor (A) und Produzent (P) in den Charts

| Jahr | Titel Interpretation                                                                     | Höchstplatzierung, Gesamtwochen, AuszeichnungChartplatzierungen (Jahr, Titel, Interpretation, Platzierungen, Wochen, Auszeichnungen, Anmerkungen) | Höchstplatzierung, Gesamtwochen, AuszeichnungChartplatzierungen (Jahr, Titel, Interpretation, Platzierungen, Wochen, Auszeichnungen, Anmerkungen) | Höchstplatzierung, Gesamtwochen, AuszeichnungChartplatzierungen (Jahr, Titel, Interpretation, Platzierungen, Wochen, Auszeichnungen, Anmerkungen) | Anmerkungen                                                              |
| Jahr | Titel Interpretation                                                                     | DE | AT | CH | Anmerkungen                                                              |
| ---- | ---------------------------------------------------------------------------------------- | --- | --- | --- | ------------------------------------------------------------------------ |
| 1990 | Verdammt, ich lieb’ Dich A, P / I Think I Love You A, P(englische Version) Matthias Reim | DE1 Platin · (39 Wo.)DE | AT1 Platin · (23 Wo.)AT | CH1 (24 Wo.)CH | Erstveröffentlichung: März 1990 Verkäufe: + 2.500.000                    |
| 1990 | Ich hab’ geträumt von dir A, P Matthias Reim                                             | DE2 Gold · (28 Wo.)DE | AT2 (13 Wo.)AT | CH8 (9 Wo.)CH | Erstveröffentlichung: 13. August 1990 Verkäufe: + 250.000                |
| 1990 | Du sagst du liebst mich (doch ich lieb dich nicht) A Sound Convoy                        | — | AT14 (11 Wo.)AT | — | Erstveröffentlichung: August 1990                                        |
| 1990 | Ganz egal A, P Matthias Reim                                                             | DE34 (14 Wo.)DE | — | — | Erstveröffentlichung: Dezember 1990                                      |
| 1991 | Ich hab’ mich so auf dich gefreut A, P Matthias Reim                                     | DE4 (20 Wo.)DE | AT6 (12 Wo.)AT | CH22 (2 Wo.)CH | Erstveröffentlichung: August 1991                                        |
| 1992 | Warum A, P Matthias Reim                                                                 | DE70 (6 Wo.)DE | — | — | Erstveröffentlichung: Januar 1992                                        |
| 1993 | Küssen oder so A, P Matthias Reim                                                        | DE27 (13 Wo.)DE | — | CH26 (4 Wo.)CH | Erstveröffentlichung: März 1993                                          |
| 1994 | Im Himmel geht es weiter A, P Matthias Reim                                              | DE88 (4 Wo.)DE | — | — | Erstveröffentlichung: Juli 1994                                          |
| 1997 | Hallo, ich möcht’ gern wissen wie’s dir geht A, P Matthias Reim                          | DE82 (3 Wo.)DE | — | — | Erstveröffentlichung: 17. Februar 1997                                   |
| 2002 | Hallelujah P Matthias Reim                                                               | DE62 (9 Wo.)DE | — | — | Erstveröffentlichung: 14. Januar 2002                                    |
| 2002 | Idiot A, P Michelle & Matthias Reim                                                      | DE34 Gold · (14 Wo.)DE | AT57 (2 Wo.)AT | — | Erstveröffentlichung: 2. Dezember 2002 Verkäufe: + 250.000               |
| 2002 | Damn! (Remember the Time) A Baracuda                                                     | DE12 (11 Wo.)DE | AT23 (8 Wo.)AT | — | Erstveröffentlichung: 16. Dezember 2002                                  |
| 2003 | Ich lieb’ dich A, P Reim                                                                 | DE63 (7 Wo.)DE | — | — | Erstveröffentlichung: 4. August 2003                                     |
| 2003 | Träumer A, P Reim                                                                        | DE92 (2 Wo.)DE | — | — | Erstveröffentlichung: 1. Dezember 2003                                   |
| 2004 | Halt durch A, P Reim                                                                     | DE88 (1 Wo.)DE | — | — | Erstveröffentlichung: 16. April 2004                                     |
| 2004 | Vergiss es (Forget It) P Reim feat. Bonnie Tyler                                         | DE64 (8 Wo.)DE | — | — | Erstveröffentlichung: 13. September 2004                                 |
| 2004 | Jedes Bild von dir P Reim                                                                | DE89 (1 Wo.)DE | — | — | Erstveröffentlichung: 6. Dezember 2004                                   |
| 2005 | Ich bin nicht verliebt (Unverwundbar) P Reim                                             | DE61 (9 Wo.)DE | — | — | Erstveröffentlichung: 29. August 2005                                    |
| 2006 | Te quiero a veces A Azuquita feat. Reim                                                  | DE75 (9 Wo.)DE | — | — | Erstveröffentlichung: 28. Juli 2006                                      |
| 2007 | Verdammt, ich lieb’ Dich A Sha & Reim                                                    | DE35 (9 Wo.)DE | — | — | Erstveröffentlichung: 27. Juli 2007                                      |
| 2007 | Verdammt, ich hab’ nix A, P Reim                                                         | DE66 (6 Wo.)DE | — | — | Erstveröffentlichung: 10. September 2007                                 |
| 2007 | Unberechenbar A, P Reim                                                                  | DE91 (1 Wo.)DE | — | — | Erstveröffentlichung: 23. November 2007                                  |
| 2010 | Du bist mein Glück A, P Matthias Reim                                                    | DE41 (5 Wo.)DE | AT69 (1 Wo.)AT | — | Erstveröffentlichung: 22. Oktober 2010                                   |
| 2011 | Letzte Weihnacht A Matthias Reim                                                         | DE99 (1 Wo.)DE | — | — | Erstveröffentlichung: 18. November 2011 Original: Wham! – Last Christmas |
| 2012 | Große Liebe A, P Michelle                                                                | — | AT59 (1 Wo.)AT | — | Erstveröffentlichung: 9. März 2012                                       |
| 2013 | Einsamer Stern A Matthias Reim                                                           | DE49 (4 Wo.)DE | — | — | Erstveröffentlichung: 25. Januar 2013                                    |
| 2021 | Verdammt, ich lieb’ Dich A Mike Singer                                                   | DE28 (12 Wo.)DE | AT51 (7 Wo.)AT | CH100 (1 Wo.)CH | Erstveröffentlichung: 29. Januar 2021                                    |
| 2023 | Pech & Schwefel A Finch & Matthias Reim                                                  | DE62 (1 Wo.)DE | — | — | Erstveröffentlichung: 23. Februar 2023                                   |

## Sonderveröffentlichungen

### Alben
| Jahr | Titel Musiklabel                                | Anmerkungen                                                                       |
| ---- | ----------------------------------------------- | --------------------------------------------------------------------------------- |
| 2001 | Meisterstücke Polydor (UMG)                     | Erstveröffentlichung: 22. Januar 2001 Teil der „Meisterstücke“-Reihe              |
| 2009 | Schlager & Stars Electrola (EMI)                | Erstveröffentlichung: 30. Januar 2009 Teil der „Schlager-&-Stars“-Reihe           |
| 2011 | 4 Alben Electrola (EMI)                         | Erstveröffentlichung: 28. Oktober 2011 Teil der „4-Alben“-Reihe                   |
| 2015 | Ich find’ Schlager toll Electrola (UMG)         | Erstveröffentlichung: 6. November 2015 Teil der „Ich-find’-Schlager-toll“-Reihe   |
| 2015 | Morgenrot + Männer sind Krieger Electrola (UMG) | Erstveröffentlichung: 6. November 2015 Teil der „2-for-1“-Reihe                   |
| 2017 | Original Album Classics Sony Music (Sony)       | Erstveröffentlichung: 15. September 2017 Teil der „Original-Album-Classics“-Reihe |

| Jahr | Titel Musiklabel                                        | Anmerkungen                                                       |
| ---- | ------------------------------------------------------- | ----------------------------------------------------------------- |
| 2009 | Schlager6 Electrola (EMI)                               | Erstveröffentlichung: 30. Oktober 2009 Teil der „Schlager6“-Reihe |
| 2022 | Weihnachtsparty mit Matthias Reim Universal Music (UMG) | Erstveröffentlichung: 7. November 2022 Mini-Kompilation           |

### Lieder
| Jahr | Titel Album                                                       | Anmerkungen                                                       |
| ---- | ----------------------------------------------------------------- | ----------------------------------------------------------------- |
| 2006 | Te quiero a veces Die Fan Edition (Mallorca Midnight Show)        | Erstveröffentlichung: 28. Juli 2006 Azuquita feat. Reim           |
| 2007 | Verdammt, ich lieb’ Dich Kein Scheiss!                            | Erstveröffentlichung: 31. August 2007 Sha & Reim                  |
| 2014 | Te quiero a veces Bamboleo – The Greatest Gypsy Hits of All Time! | Erstveröffentlichung: 6. Juni 2014 Chico & The Gypsies feat. Reim |
| 2015 | Verdammt, ich lieb’ Dich Meylensteine                             | Erstveröffentlichung: 12. Juni 2015 Gregor Meyle & Matthias Reim  |
| 2018 | Nicht verdient Tabu                                               | Erstveröffentlichung: 25. Mai 2018 Michelle & Matthias Reim       |
| 2023 | Pech & Schwefel Dorfdisko zwei                                    | Erstveröffentlichung: 20. April 2023 Finch mit Matthias Reim      |

| Jahr | Titel Album                                 | Anmerkungen                                                     |
| ---- | ------------------------------------------- | --------------------------------------------------------------- |
| 1994 | Horizont Hut ab!: Hommage an Udo Lindenberg | Erstveröffentlichung: 10. Oktober 1994 Original: Udo Lindenberg |

### Videoalben
| Jahr | Titel Musiklabel                               | Anmerkungen                                                                                   |
| ---- | ---------------------------------------------- | --------------------------------------------------------------------------------------------- |
| 2006 | Unverwundbar (Special Edition) Electrola (EMI) | Erstveröffentlichung: 19. September 2006 Bonus-DVD; Verkäufe werden Unverwundbar hinzuaddiert |
| 2018 | Meteor (Premium-Box) RCA Records (Sony)        | Erstveröffentlichung: 23. März 2018 Bonus-DVD; Verkäufe werden Meteor hinzuaddiert            |

## Promoveröffentlichungen
| Jahr | Titel Album                                                                     | Anmerkungen                                                                    |
| ---- | ------------------------------------------------------------------------------- | ------------------------------------------------------------------------------ |
| 1987 | Video Island –                                                                  | Erstveröffentlichung: 1987 Verkäufe: 1.000 (limitiert); mit dem Projekt Framed |
| 2002 | Jedesmal Morgenrot                                                              | Erstveröffentlichung: April 2002                                               |
| 2004 | Du liebst mich (nicht) Reim (2003)                                              | Erstveröffentlichung: Februar 2004                                             |
| 2005 | Egal, was soll’s Unverwundbar                                                   | Erstveröffentlichung: November 2005                                            |
| 2006 | Wie man liebt Unverwundbar                                                      | Erstveröffentlichung: Februar 2006                                             |
| 2007 | Ich will dich immer noch Männer sind Krieger                                    | Erstveröffentlichung: Mai 2007                                                 |
| 2011 | Nie mehr ohne Engel Sieben Leben                                                | Erstveröffentlichung: April 2011                                               |
| 2013 | Verdammt für alle Zeit Unendlich                                                | Erstveröffentlichung: Januar 2013                                              |
| 2013 | Heiligabend Unendlich (Die Geschenk-Edition)                                    | Erstveröffentlichung: November 2013                                            |
| 2014 | Ich hab mich so auf dich gefreut (Remix 2014) Das ultimative Best of Reim Album | Erstveröffentlichung: 31. Oktober 2014                                         |
| 2016 | Zu früh um zu gehen Phoenix                                                     | Erstveröffentlichung: 19. Februar 2016                                         |
| 2016 | Asyl im Paradies Phoenix                                                        | Erstveröffentlichung: 4. März 2016                                             |
| 2016 | Das Lied Phoenix                                                                | Erstveröffentlichung: 5. August 2016                                           |
| 2017 | Träume Phoenix                                                                  | Erstveröffentlichung: 2. Juni 2017                                             |
| 2018 | Himmel voller Geigen Meteor                                                     | Erstveröffentlichung: 2. Februar 2018                                          |
| 2018 | Meteor                                                                          | Erstveröffentlichung: 1. Juni 2018                                             |
| 2018 | Meine Welt Meteor (Bonus-Hits Version)                                          | Erstveröffentlichung: 6. Dezember 2018                                         |
| 2020 | Nächsten Sommer MR20 (XXL Version)                                              | Erstveröffentlichung: 9. Oktober 2020                                          |
| 2022 | Reise um die Welt II Matthias (XXL Version)                                     | Erstveröffentlichung: 14. Oktober 2022                                         |

## Boxsets
| Jahr | Titel Musiklabel                       | Anmerkungen                                              |
| ---- | -------------------------------------- | -------------------------------------------------------- |
| 2001 | Die größten Hits Polydor (UMG)         | Erstveröffentlichung: 17. Oktober 2001                   |
| 2016 | Die verdammte Reim Box Electrola (UMG) | Erstveröffentlichung: 20. Juni 2016 Inhalt: 3-CD-Best-Of |

## Statistik

### Chartauswertung
|                     | DE     | AT     | CH     |
| ------------------- | ------ | ------ | ------ |
| Nummer-eins-Alben   | DE2DE  | AT—AT  | CH1CH  |
| Top-10-Alben        | DE15DE | AT6AT  | CH3CH  |
| Alben in den Charts | DE26DE | AT17AT | CH15CH |

|                       | DE     | AT    | CH    |
| --------------------- | ------ | ----- | ----- |
| Nummer-eins-Singles   | DE1DE  | AT1AT | CH1CH |
| Top-10-Singles        | DE3DE  | AT3AT | CH2CH |
| Singles in den Charts | DE25DE | AT5AT | CH5CH |

### Auszeichnungen für Musikverkäufe
| Goldene Schallplatte - Niederlande - 1990: für die Single Verdammt, ich lieb’ Dich |

Anmerkung: Auszeichnungen in Ländern aus den Charttabellen bzw. Chartboxen sind in ebendiesen zu finden.
| Land/RegionAuszeichnungen für Musikverkäufe (Land/Region, Auszeichnungen, Verkäufe, Quellen) | Gold       | Platin       | Verkäufe  | Quellen           |
| -------------------------------------------------------------------------------------------- | ---------- | ------------ | --------- | ----------------- |
| Deutschland (BVMI)                                                                           | 8× Gold8   | 8× Platin8   | 4.600.000 | musikindustrie.de |
| Niederlande (NVPI)                                                                           | Gold1      | —            | 75.000    | nvpi.nl           |
| Österreich (IFPI)                                                                            | Gold1      | 2× Platin2   | 125.000   | ifpi.at           |
| Schweiz (IFPI)                                                                               | —          | 4× Platin4   | 200.000   | hitparade.ch      |
| Insgesamt                                                                                    | 10× Gold10 | 14× Platin14 |           |                   |